# بيتر فان دن بيغن
بيتر فان دن بيغن هو مترجم ومؤدي ومبدع وممثل بلجيكي، ولد في 25 أكتوبر 1964 ببيرخم في بلجيكا.

## وصلات خارجية
- بيتر فان دن بيغن على موقع IMDb (الإنجليزية)
- بيتر فان دن بيغن على موقع ميوزك برينز (الإنجليزية)
- بيتر فان دن بيغن على موقع أول موفي (الإنجليزية)
- بيتر فان دن بيغن على موقع ديسكوغز (الإنجليزية)
- بيتر فان دن بيغن على موقع قاعدة بيانات الفيلم (الإنجليزية)
- بيتر فان دن بيغن على موقع كينوبويسك (الروسية)